# Royal Orleans
A Royal Orleans az angol Led Zeppelin együttes harmadik dala az 1976-os Presence albumukról. A szám a Candy Store Rock dal kislemez B oldalán is megjelent az Amerikai Egyesült Államokban 1976. június 18-án, de a listákra nem került fel. Szerzője Jimmy Page gitáros, Robert Plant énekes, John Paul Jones basszusgitáros és John Bonham dobos voltak. A Presence albumon ez az egyetlen olyan dal amit mind a négy zenész dalszerzőként egyszerre jegyez. A számot soha nem játszották a Led Zeppelin koncertjein.

## Történet
A dal felvételeire 1975. november és december hónapokban került sor a Presence album rögzítése során a müncheni Musicland Studiosban. 1975 augusztusában Robert Plant autóbalesetet szenvedett görögországi nyaralása során, amelynek következtében súlyos boka és könyök sérüléseket szenvedett. A dalt ezért egy kerekesszékben volt kénytelen felénekelni. A dalszövegben Plant megcsillogtatja a humorát, amelyben az együttes 1970-es évek elejének, az egyik turnén megesett balul elsült kalandját meséli el. A zenekar New Orleans francia negyedében a kedvenc szállodájában a Royal Orleans-ban szállt meg. John Paul Jones egy nővel kezdett el társalogni, akiről csak valamivel később tudta meg hogy transzvesztita. Miután sikerült elmenekülnie előle jointszívással lazította el magát, de hamar elaludt az ágyában, így kis híján majdnem felgyújtotta a hotelt. A heccelést és játékosságot tükröző dalszöveget Robert Plant írta, amivel Jones-t szándékosan szórakoztatta, feltételezhetően azért, mert Jones egyszer azt mondta, hogy az ének az együttes legkevésbé fontos része. Ezen kívül a dalszöveg egyes vonatkozásai a soulénekes Barry White-ra is vonatkoznak.
A "Royal Orleans" szövege kilóg az album komoly problémákat feszegető dalai közül. Még ha ironikus hangnemben is, de nyájasan tekint a világra és vidámságot csempész a lemezre. Ezt támasztja alá a zene is, amely a The Crunge funkos hangzásának árnyalatait elegyíti a déli bluesban gyökerező gyors ritmusokkal. Bonham a hagyományos dobok mellett egy úgynevezett bongó dobot is megszólaltatott a felvételek alatt.

## Közreműködők
- Jimmy Page – gitár
- Robert Plant – ének
- John Paul Jones – basszusgitár
- John Bonham – dob